# بطاقة السكك الحديدية للأشخاص ذوي الإعاقة
بطاقة السكك الحديدية للأشخاص ذوي الإعاقة هي نظام أسعار تفضيلية في المملكة المتحدة يتيح للمسافرين المؤهلين من ذوي الإعاقة مزايا على شبكة السكك الحديدية الوطنية، بما في ذلك خصم ثلث السعر على التذاكر.

## البطاقة والخصومات
تتوفر البطاقة بصلاحية لمدة سنة واحدة مقابل 20 جنيهًا إسترلينيًا، أو لمدة ثلاث سنوات مقابل 54 جنيهًا. ويمكن لحامل البطاقة اصطحاب شخص بالغ آخر معه بنفس معدل الخصم.
يجب على جميع شركات تشغيل القطارات المتعاقدة في بريطانيا قبول البطاقة وتقديم الخصومات وفقًا للشروط المحددة في قانون السكك الحديدية 1993. تُدار البطاقة من قبل مجموعة السكك الحديدية للنقل. وهي موجهة للأشخاص الذين يواجهون صعوبة كبيرة في استخدام القطار لأسباب تتعلق بإعاقتهم. وتهدف إلى تشجيع استخدام القطار وتقليل التكلفة لأولئك الذين يحتاجون إلى مرافقة مقدم رعاية.
اعتبارًا من يوليو 2022، هناك أكثر من 228,000 بطاقة سكك حديدية للأشخاص ذوي الإعاقة قيد الاستخدام.

## الأصل
أطلقت السكك الحديدية البريطانية البطاقة في عام 1981 بمناسبة السنة الدولية لذوي الاحتياجات الخاصة. وكان السير بيتر باركر يشغل منصب رئيس مجلس الإدارة حينها، وكان من بين أعضاء مجلس السكك الحديدية البريطانية توم ليبي وبيل بوكانان، وهو مستخدم للكرسي المتحرك وكان يعمل كمستشار خاص بشأن الإعاقة.
كُلِّف توم ليبي وبيل بوكانان، إلى جانب السير بيرت ماسي (من منظمة RADAR)، بتصميم وتطوير البطاقة.
كان سعر البطاقة في البداية 5 جنيهات إسترلينية. وارتفع إلى 14 جنيهًا في التسعينيات، ثم إلى 18 جنيهًا في عام 2006، وتم تقديم بطاقة صلاحية ثلاث سنوات في سبتمبر 2006 بسعر 48 جنيهًا.
ثم ارتفع السعر مجددًا في يناير 2011 ليصل إلى 20 جنيهًا للسنة، و54 جنيهًا للثلاث سنوات (بمعدل 18 جنيهًا سنويًا). اعتبارًا من يناير 2023 لا تزال هذه الأسعار سارية.

## الإعاقات المؤهلة
يجب على المتقدمين تقديم إثبات يُظهر أن إعاقتهم تؤهلهم للحصول على البطاقة.
يكون المسافر مؤهلاً للحصول على البطاقة إذا كان:
- يتلقى دفع الاستقلال الشخصي (PIP) أو دفع إعاقة البالغين (ADP)
- يتلقى بدل المعيشة لذوي الإعاقة (DLA) أو دفع إعاقة الأطفال (CDP) سواء:
  - بالسعر الأعلى أو الأدنى لمكون التنقل
  - بالسعر الأعلى أو المتوسط لمكون الرعاية
- يعاني من إعاقة بصرية
- يعاني من فقدان السمع
- يعاني من صرع
- يتلقى بدل الحضور، أو بدل الإعاقة الشديدة، أو دفع الإعاقة لعمر التقاعد (PADP)
- يتلقى مخصصات تنقل المحاربين القدامى
- يتلقى معاش إعاقة الحروب أو الخدمة بنسبة 80% أو أكثر من الإعاقة
- يشتري أو يستأجر مركبة من خلال برنامج "موتابيليتي"

## الأشخاص ذوو الإعاقة والقطارات
تاريخيًا، لم يكن تصميم معظم القطارات البريطانية يتيح لمستخدمي الكراسي المتحركة السفر في مقصورة الركاب الرئيسية. كانت الأبواب ضيقة للغاية، ولم يكن هناك مساحة كافية للمناورة بسبب ترتيب المقاعد الثابت. وعندما كان يُسمح لمستخدمي الكراسي المتحركة بالسفر، كان ذلك في عربة الحارس.
ساهم إدخال القطارات عالية السرعة وعربات الأبواب المنزلقة في السبعينيات والثمانينيات في تحسين الوصول لذوي الإعاقة، خاصة بفضل الأبواب الأوسع ومقاعد الأولوية التي تمنح مساحة أكبر للأرجل.
أدخل قانون التمييز ضد الإعاقة 1995 معايير تصميم لمركبات النقل العام المستقبلية. وفي نوفمبر 1998، تم إصدار لوائح إمكانية الوصول إلى المركبات الحديدية، والتي أثرت بشكل كبير على تصميم القطارات الجديدة وتجديد القطارات القائمة. كما شكلت هذه اللوائح الأساس لمعيار TSI-PRM الأوروبي لإمكانية وصول ذوي الإعاقة إلى القطارات الثقيلة.

## الإصدار
في عام 2008، انتقلت ترتيبات إصدار البطاقة إلى شركة جورنيكول، وهي مركز اتصال اسكتلندي مقره في بريخين ولورنسكيرك. وشهد هذا الانتقال أيضًا إدخال أنظمة إصدار التذاكر الآلية، وتوسيع ساعات عمل مركز الاتصال (من 07:00 حتى 22:00 كل يوم عدا يوم عيد الميلاد). وفي عام 2014، انتقل مركز جورنيكول إلى موقع جديد في أربروث.
يتم تذكير حاملي البطاقات بموعد تجديدها.

## التسويق
تقود فرق الإعاقة والإدماج وبطاقات السكك الوطنية في مجموعة السكك الحديدية للنقل في لندن إدارة وتسويق البطاقة.

## روابط خارجية
- الموقع الرسمي نسخة محفوظة 5 أغسطس 2017 على موقع واي باك مشين.